# نيناغال
نيناغال (السومرية: قالب:Cuneiform) أو نيناغالا كان إلهًا من بلاد ما بين النهرين، يُعتبر حدادًا إلهيًا. ارتبط ارتباطًا وثيقًا بآلهة أخرى مرتبطة بالحرف اليدوية. تشير نصوص من عهد أور بابا ملك لجش إلى أنه كان الإله الشخصي لهذا الملك، الذي بنى معبدًا مُكرّسًا له، على الأرجح في كرسو. وقد ورد ذكره بوضوح في نصوص تتناول تحضير تماثيل الآلهة، بالإضافة إلى أدوات عبادة أخرى.

## الاسم والشخصية
كان نيناغال يُعتبر حدادًا إلهيًا. يمكن أن يُطلق عليه "رئيس الحدادين" (simug gal) لآن. كُتب اسمه بالخط المسماري باسم d Nin -á- gal، ويمكن ترجمته من السومرية إلى "سيد الذراع الكبير". يمكن أيضًا تمثيله بشكل لوغاريتمي باستخدام علامة SIMUG، "حداد"، وكتابات مثل d SIMUG أو d NIN.SIMUG موثقة أيضًا. ومع ذلك، في تعويذة واحدة يظهر إله منفصل يُدعى Ninsimug إلى جانب Ninagal، ويبدو أن الاثنين موصوفان بأنهما مسؤولان عن أنواع مختلفة من أعمال المعادن. في القائمة المعجمية Diri Nippur، يبدو أن معنى d SIMUG قد تبدل مع d BAḪAR، مع شرح الأول على أنه إله الخزاف نونورا والأخير باسم Ninagal.
في ملحمة إيرا، وُصف نيناغال بأنه "حامل حجر الرحى العلوي والسفلي"، ربما كان إما سندانًا ومطرقة أو عناصر من المنفاخ. تتناوله الأبيات التالية باعتباره إلهًا "يطحن النحاس الصلب مثل الجلد ويصنع الأدوات".
في حين يشير لوديك فاسين إلى نيناغال باعتبارها إلهة، فإن الرأي المتفق عليه في كتاب المعجم الحقيقي لعلم الآشوريات وعلم الآثار الآسيوية هو أنه كان إلهًا ذكرًا.

## الارتباطات مع الآلهة الأخرى
في تعويذة تُليت أثناء تجديد المعابد، عندما خلق آنو السماوات (إنوما دانو ابن شامي)، يذكر نيناغال بين الآلهة التي خلقها إيا من الطين من أبزو.
كان نيناغال يُعتبر عضوًا في فئة من الآلهة يشار إليها باسم "آلهة الحرفيين" (إيلي ماري أوماني)، والتي تضمنت أيضًا أمثال نينكورا أو نينئيلدو أو كوسيباندا. ووفقًا لأنطوان كافينيو ومانفريد كريبرنيك، فقد ارتبط بشكل شائع بشكل خاص بآخر الآلهة المذكورة أعلاه، وهو صائغ ذهب إلهي. في المصادر المتأخرة، يمكن التعرف على جميع آلهة الحرف اليدوية على أنها جوانب من إيا.
وفقًا لقائمة الآلهة أن = أنوم (اللوح الثاني، السطر 348)، كانت زوجة نيناغال هي الإلهة نينيمين، "السيدة السابعة" من "سيدة السبعة".

## العبادة
تشير نصوص متعددة من عهد أور بابا من لجش إلى أن نيناغال كان معبوده الشخصي. في أحد نقوشه، يصف نفسه بأنه ابن هذا الإله. كما بنى معبدًا مخصصًا له، وفقًا لأندرو ر. جورج ربما في كرسو. يدعم هذا الافتراض حول موقعه أيضًا جوان جودنيك ويستنهولز. ومع ذلك، لا تذكر نصوص الأسرات المبكرة من لجش ولا النقوش الملكية والنصوص الإدارية من عهد خليفة أور بابا كوديا نيناغال، ولا يظهر إلا مرة أخرى في مصادر من كرسو أثناء عهد شولجي من أور.
ذكرت عبادة سابقة مرتبطة بعبادة نيناغال في نصين قضائيين من فترة أور الثالثة توثق قضية تتعلق بإينماكجالانا، كاهنة نانا من أور وابنة أمار سين. هذا هو المرجع الوحيد المعروف لأي صلة بين نيناغال ومدينة أور. كما إثبت باسم ثيوفوري واحد من نفس الفترة، نيناغال-إساج.
يذكر تعويذة من العصر البابلي القديم تتعامل مع تكريس الأشياء الطقسية نيناغال إلى جانب أرورو وإيا وأسالوهي. يستحضر نص آشوري من نفس النوع من الألفية الأولى قبل الميلاد، غابة البحر، مزروعة في مكان نقي، نيناغال وإله النجار نينئيلدو لتأمين مساعدتهما في تصنيع عرش ملكي. ينسب نقش لسنحاريب يخلد ذكرى تضييق منزل أكيتو إليه مساعدة الملك في إعداد بوابته البرونزية. تأتي العديد من الإشارات الأخرى المعروفة إلى عبادة نيناغال من النصوص التي تصف إعداد التماثيل. تنص إحدى التعليمات من سلسلة Mîs-pî على إعداد مائدة قرابين له إلى جانب تلك المخصصة للآلهة الأخرى المشاركة في الطقوس الموصوفة، مثل Kusibanda أو Ninildu أو Ningirima. ينص قسم آخر من نفس مجموعة النصوص على أنه بعد الانتهاء من تمثال يمثل إلهًا، كان من المفترض أن يتلو الحرفي الصيغة "لم أصنعه [التمثال]، بل صنعه نيناغال [الذي هو] Ea [إله] الحداد". يذكر نص من عهد أسرحدون يصف نقل تماثيل جديدة للآلهة إلى بابل في تعداد الحرفيين الإلهيين وغيرهم من الشخصيات المشاركة في الطقوس ذات الصلة. يذكر نص مجزأ نيناغال وجيبيل وآرا باعتبارهم الآلهة الثلاثة المسؤولين عن إنشاء "النحاس العظيم"، وهو وكيل شبه إلهي للتطهير يُفترض أنه نوع من جرس الطقوس. مهمة نيناغال هي معالجة المعدن المستخدم لتحقيق هذه الغاية.